# سجل مدني

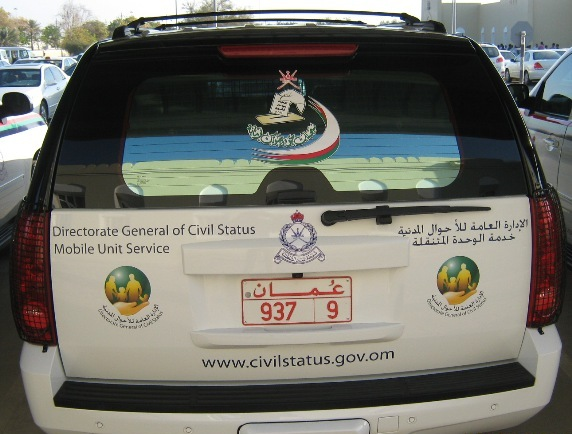
سيارة مهيئة لتكون وحدة متنقلة تتبع الإدارة العامة للأحوال المدنية بشرطة عمان السلطانية.

الأحوال المدنية أو الأحوال الشخصية اصطلاحا تعني الوثائق القانونية من قبيل شهادة الميلاد وشهادة الزواج وشهادة الوفاة، والأمور المتعلقة بالهجرة.